# Piatrou
Piatrou (biał. Пятроў; ros. Петров) – osiedle na Białorusi, w obwodzie homelskim, w rejonie homelskim, w sielsowiecie Azdzielina.